# Ільїне
Ільїне — село в Україні, у Чернігівській селищній громаді Бердянського району Запорізької області. Населення становить 304 осіб (1 січня 2015). До 2020 орган місцевого самоврядування — Ільїнська сільська рада.

## Географія
Село Ільїне знаходиться на лівому березі річки Чокрак, вище за течією примикає селище Красне, нижче за течією на відстані 2,5 км розташоване село Олександрівка. Річка в цьому місці пересихає. Поруч проходить автомобільна дорога Н30.

## Історія
У 1820 році село засноване під назвою Шардау німцями-колоністами, потім перейменовувалося в Порденау, Марієнталь. У 1820 році сюди прибуло з Прусії 17 сімей менонітів, а в 1821 році ще 4 сім'ї. До 1851 року в колонії було насаджено 72432 дерев. Колонія швидко розвивалася й у 1864 році в 58 дворах проживало 411 мешканців, функціонувало сільське 4-класне училище, працювало 17 повних, 6 половинних, 36 малих господарств.
У 1908 році в селі проживало 444 жителів, працював вітряк, магазин. 
7 (20) листопада 1917 року, відповідно до Третього Універсалу Української Центральної Ради, увійшло до складу Української Народної Республіки.
У результаті революції багато жителів загинуло й частина емігрувала. Під час сталінських репресій 1930-х років репресовано 38 осіб.
У 1930 році в селі утворили колгосп, у період розкуркулення розорено 8 господарств. На початку сталінсько-гітлерівської війни все доросле німецьке населення було репресовано. З наближенням фронту всі сім'ї менонітів було репресовано й відіслано в Сибір або Казахстан. У роки війни сюди переселилися жителі навколишніх сіл та втікачі з Донбасу. На фронтах воювало 8 жителів села, 3 з них загинуло.
Після війни село відбудовується. У 1958 році перейменоване в село Панфілівка. У 1962 році було утворено радгосп «Панфілівський», який спеціалізувався на вирощуванні овець та зернових культур. Поголів'я овець складало 27,1 тисяч. Збудовано сучасні будинки, ферми, господарські споруди, школу, дитсадок, будинок культури та ін.
У 2000 році розпався радгосп «Панфілівський». На місці утворено кілька фермерських та селянських господарств. У 2016 році село Панфілівка перейменоване в Ільїне.
12 червня 2020 року, відповідно до Розпорядження Кабінету Міністрів України від  № 713-р «Про визначення адміністративних центрів та затвердження територій територіальних громад Запорізької області», увійшло до складу Чернігівської селищної громади.
17 липня 2020 року після ліквідації Чернігівського району село увійшло до Бердянського району.
Село тимчасово окуповане російськими військами 24 лютого 2022 року.

## Населення

### Мова
| українська мова | російська | молдовська | білоруська | болгарська |
| --------------- | --------- | ---------- | ---------- | ---------- |
| 86.08 %         | 12.97 %   | 0.32 %     | 0.32 %     | 0.32 %     |

## Економіка
- «Панфілівський», радгосп (ліквідований у 2000 році).

## Об'єкти соціальної сфери
- Школа.
- Дитячий садочок.
- Клуб.
- Фельдшерсько-акушерський пункт.
- Бібліотека

## Відомі люди
- Ільїн Віталій В'ячеславович (1991—2014) — сержант Збройних сил України, учасник російсько-української війни, загинув під Іловайськом.